# Електропобутова техніка

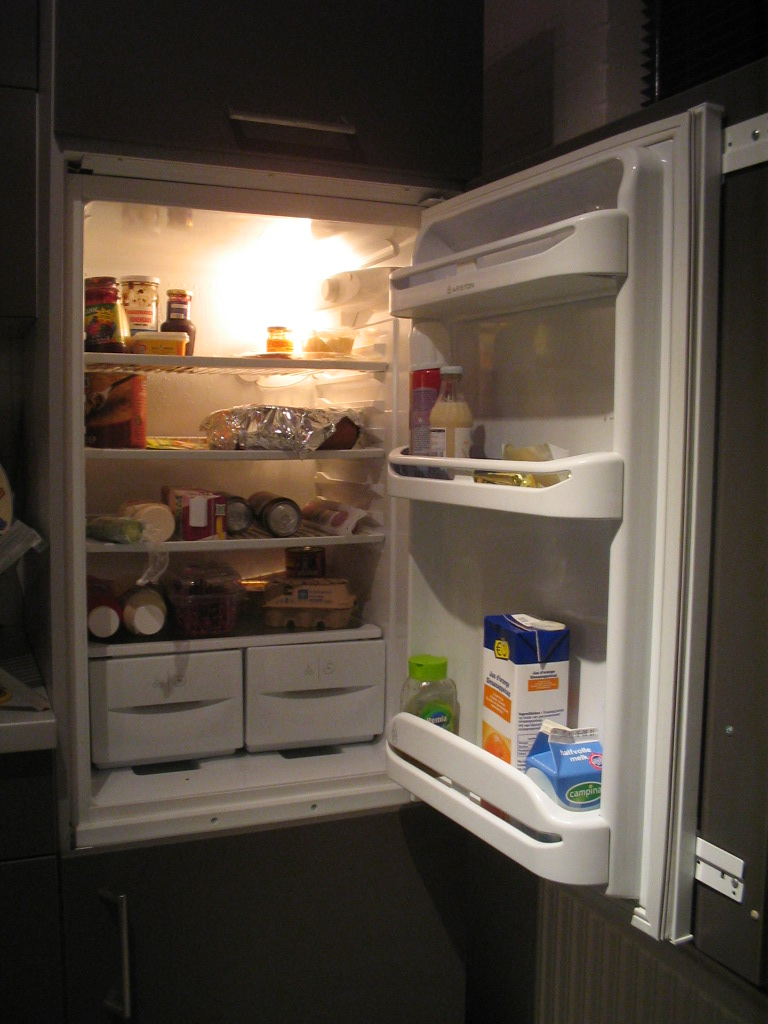
Холодильник

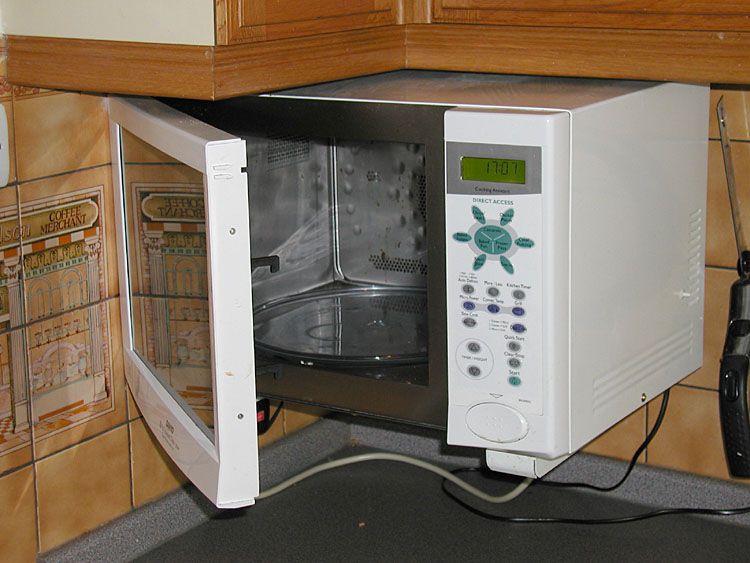
Мікрохвильова піч

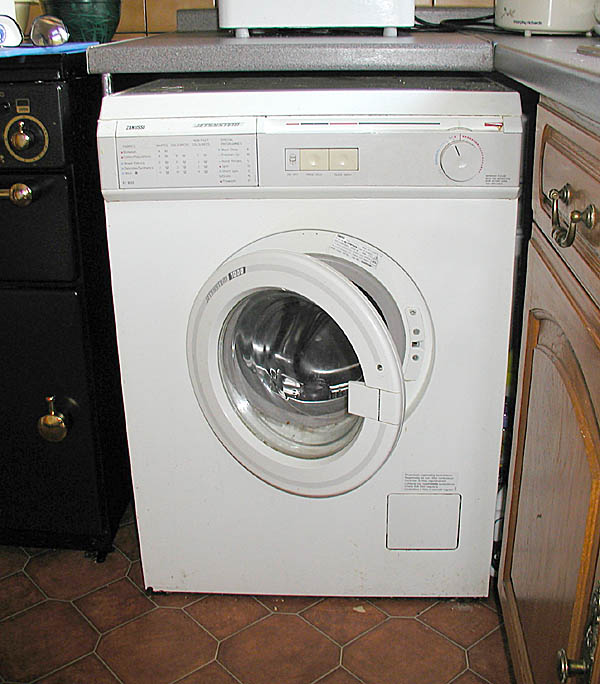
Автоматична пральна машина з переднім (горизонтальним) завантаженням

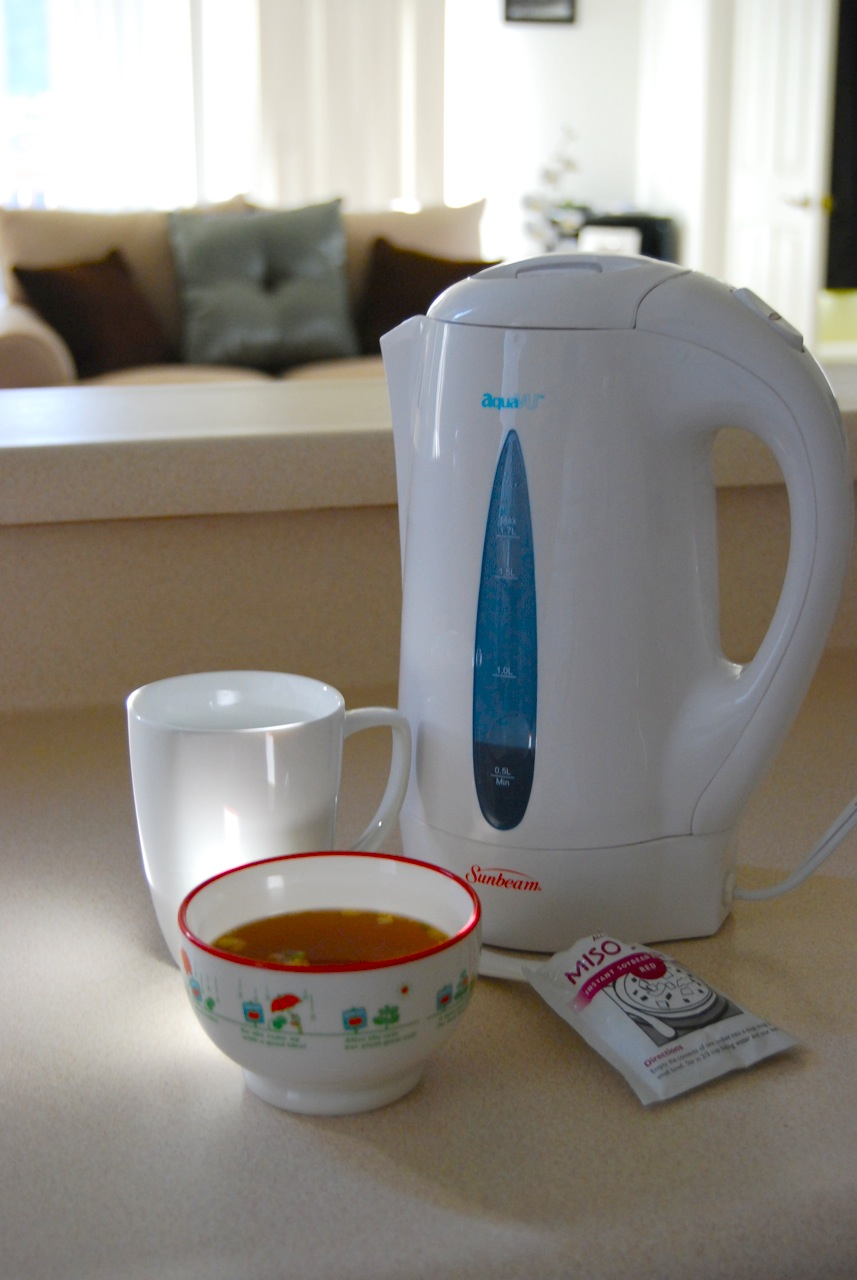
Електрочайник

Електропобутова техніка — це побутові машини і прилади, експлуатація яких пов'язана з використанням електричного струму. Сюди відносяться електронагрівальні прилади (наприклад, конвекційні печі), машини і прилади для обробки білизни (наприклад, пральні машини, праски), машини та апарати для зберігання продуктів (наприклад, холодильники), машини для прибирання приміщень (наприклад, пилососи), машини та прилади для підтримки мікроклімату (наприклад, кондиціонери), машини для обробки продуктів, машини для шиття і в'язання, машини для механізації господарських робіт та ін.
Із зростанням добробуту населення та збільшенням виробництва електроенергії значно зростає попит на побутові електричні прилади, що полегшують домашню працю та скорочують витрати часу на домашню роботу. Світова промисловість випускає велику кількість побутової електричної апаратури, використання якої постійно зростає. Побутова техніка постійно вдосконалюється і ускладнюється, конструкції модифікуються, випускаються нові пристрої, у нових розробках все ширше використовується нова елементна база.

## Класифікація
За типом захисту від ураження електричним струмом електропобутова техніка поділяється на п'ять класів — 0; 01; 1; 2; 3. До класу 0 відносять вироби, в яких захист здійснюється основною ізоляцією; до класу 01 — вироби, що мають основну ізоляцію і забезпечені захисним затискачем для заземлення; до класу 1 — вироби, які мають основну ізоляцію і додатково приєднуються до заземлювальної жили шнура або мають заземлюючий контакт вилки; до класу 2 — вироби, які мають подвійну ізоляцію (основну і додаткову) чи посилену ізоляцію; до класу 3 — вироби, в яких захист від ураження електричним струмом забезпечується шляхом живлення їх від безпечної напруги, що не перевищує 42 В.
За ступенем захисту від вологи електропобутові прилади підрозділяють на прилади звичайного виконання (незахищені), каплезахищені, бризкозахищені і водонепроникні.
За умовами експлуатації побутові електроприлади і машини поділяють на дві групи:
- вироби, що працюють під наглядом (пилосос, кавомолка тощо);
- вироби, що працюють без нагляду (вентилятори, холодильники тощо).

### Електронагрівальні прилади
Електронагрівальні прилади широко застосовуються в побуті. Промисловість випускає більше 50 видів електронагрівальних приладів різного призначення. Електронагрів має ряд переваг у порівнянні з іншими видами нагріву: високий к.к.д. (до 95%), відсутність шкідливих виділень, можливість автоматизації регулювання потужності і температури. Перетворення електричної мережі в теплову в побутових приладах здійснюється провідниками високого опору, інфрачервоним, індукційним і високочастотним нагрівом.
Асортимент електронагрівальних приладів за призначенням класифікують на такі підгрупи:
- прилади для приготування та підігрівання їжі,
- нагрівання води,
- прасування,
- опалення приміщень,
- обігрів тіла людини,
- електричний інструмент.

### Прилади для приготування та розігрівання їжі
Прилади для приготування їжі загального призначення — електроплити і переносні електроплитки. Робочою частиною цих приладів є конфорки (чавунні, з ТЕНів та ін.) Плитки випускають з однією і двома конфорками, діаметром 145 і 180 мм, потужністю від 800 до 1200 Вт (експрес-конфорки — 1500 і 2000 Вт). Плитки мають триступеневу регулювання нагріву, плити — три- або пятиступеневу.
Приладди для підігріву й підтримки температури, їжі — марміти, підігрівачі дитячого харчування, термостати.
Марміти — металеві або керамічні підставки з вмонтованим електронагрівачем, який нагріває робочу поверхню до 100 0 °C.
Підігрівачі дитячого харчування являють собою ємності з теплоізоляцією або подвійними стінками, між якими міститься нагрівальний елемент невеликої потужності.
Термостати — теплоізольовані шафи, в яких за допомогою терморегулятора підтримується температура близько 70 °C.